# Rembrandt-museet
Rembrandt-museet (nederlandsk: Museum het Rembrandthuis) er et hus i Jodenbreestraat i Amsterdam, Holland, hvor Rembrandt levede og malede i en række år. Rembrandt købte huset i 1639 og levede der, indtil han gik personligt konkurs i 1656, og alle hans ejendele blev solgt på auktion. Huset blev etableret som museum i 1911 efter omfattende restaurering og huser nu bl.a. 260 af de 290 kendte skitser, Rembrandt lavede.
I 2017 havde museet omkring 265.000 besøgende, hvilket gør det til et af landets mest besøgte museer.

## Eksterne links
- Rembrandt-museets hjemmeside

52°22′10″N 4°54′05″Ø / 52.36944°N 4.90139°Ø